# Malaio manualmente codificado
Malaio manualmente codificado (KTBM, ou Kod Tangan Bahasa Malaysia), é a única forma de língua de sinais (em Portugal: língua gestual) reconhecida pelo governo da Malásia, como a língua de comunicação para os surdos.
É adaptada a partir American Sign Language, com a adição de alguns sinais (pt: gestos) locais, e sinais gramaticais representando a posição de substantivos e verbos como usado em malaio. Ela é usada em escolas para surdos, com a finalidade de ensinar a língua malasiana.